# 托尔纽什内迈蒂
托尔纽什内迈蒂，是匈牙利包尔绍德-奥包乌伊-曾普伦州所辖的一个村。总面积14.04平方公里，总人口490，人口密度34.9人/平方公里（2011年1月1日）。